# Фудель, Иосиф Иванович
Ио́сиф Ива́нович Фу́дель (25 декабря 1864 (6 января 1865), Гродно — 2 (15) октября 1918, Москва) — протоиерей Русской православной церкви, священник церкви Бутырской тюрьмы, настоятель храма Святителя Николая Чудотворца в Плотниках, русский общественный и церковный деятель, публицист. Отец духовного писателя Сергея Фуделя, близкий друг и первый издатель собрания сочинений философа К. Н. Леонтьева.

## Биография
Родился в 1864 году в семье Ивана Дмитриевича Фуделя, служившего делопроизводителем по хозяйственной части Владимирского драгунского полка, и Марии Фудель (в девичестве Червинской). Его отец был обрусевшим немцем, формально православным, но к вере равнодушным, а мать — полькой и ревностной католичкой.
Окончил юридический факультет Московского университета. Женился на Евгении Сергеевне Емельяновой (1864—1927). Был членом Кружка ищущих христианского просвещения. Считал, что лишь на почве Православия может произойти соединение интеллигенции и народа.
Первая работа Иосифа Фуделя появилась в печати в 1886 году, за тридцать лет литературной деятельности он опубликовал около 250 статей в журналах и газетах.
Из письма отцу: «Вас смущает то, что я хочу быть исключением из общего правила и, будучи юристом, идти в священники; правда, современное общество наше настолько холодно относится к религии, что многим покажется странным, как это человек с высшим образованием оказался и человеком с высшим религиозным чувством. Но это оттого, что наше время такое — мерзкое…»
В 1889 году по благословению преподобного Амвросия Оптинского был рукоположен в сан священника в Вильно, затем служил в Белостоке в кафедральном соборе святого Николая, состоял законоучителем в различных учебных заведениях. Его брошюра о положении Православия в Северо-западном крае имела общественный резонанс.
В 1892—1907 годах служил в храме Бутырской тюрьмы в Москве (св. Александра Невского, в 1899 году был переосвящён в честь Покрова Пресвятой Богородицы).
Пользовался большой известностью как «тюремный батюшка». Однажды отцу Иосифу задали вопрос: какое общее впечатление вынес он от долгого пребывания среди каторжан. Священник ответил: «Я удивлялся иногда и удивляюсь, почему они — в тюрьме, а я на свободе…». Автор «Дневника священника пересыльной тюрьмы».
С 1902 по 1918 года преподавал Закон Божий в женской классической гимназии С. Н. Фишер.
В 1907 году возведён в сан протоиерея и переведен настоятелем храма святителя Николая в Плотниках на Арбате.
В 1908—1915 годы издавал на свои средства и своими силами журнал «Приходский вестник».
Входил в близкий дружеский круг философа Константина Леонтьева. Подготовил и издал в 1912—1913 года девять из задуманных двенадцати томов его собрания сочинений и написал предисловие к нему.
Скончался 15 октября 1918 года от «испанки». Похоронен на Новодевичьем кладбище.

## Семья
- Супруга — Евгения Сергеевна Емельянова (1864—1927)
- Дочь — Мария Иосифовна Фудель (1892—1949), была замужем за адвокатом Фёдором Акимовичем Волькенштейном[7].
- Дочь — Нина Иосифовна Ильина (1893—1971).
- Дочь — Лидия Иосифовна Фудель (1895—1933), была замужем за художником Николаем Сергеевичем Чернышёвым (1898—1942)[8].
- Сын — Сергей Иосифович Фудель (1901—1977) — православный богослов, философ, духовный писатель, литературовед.

## Публикации
- Письма о современной молодёжи и направлениях общественной мысли N.N. — М.: Тип. М. Г. Волчанинова, 1888. — 177 с.
- Наше дело в Северо-Западном крае. — М., 1893;
- Основы церковно-приходской жизни. — 2-е изд. — М., 1894;
- Народное образование и школа. / Свящ. И. Фудель. — М.: Синодальная тип., 1897. — 139 с.
- О значении церковной дисциплины в народной жизни. — СПб., 1900;
- Собрание сочинений. — М., 1912.
- Воспоминания о С. Н. Фишер // Богословский вестник. — 1913. — № 12;
- К. Леонтьев и Вл. Соловьёв в их взаимных отношениях // Русская мысль. — 1917. — № 12;
- Культурный идеал К. Н. Леонтьева // Литературная учёба. — 1992. — № 1/3.
- Обрученный Церкви. Протоиерей Иосиф Фудель: Жизнеописание. Воспоминания. Письма К. Н. Леонтьеву / вступ. статья, подготовка текста — Н. В. Винюкова; составление, подготовка текста, комментарии — О. Л. Фетисенко. — М.: Издательство ПСТГУ, 2020. — 432 с. — (Русские судьбы двадцатого века). — ISBN 978-5-7429-1341-2.